# Brevantennia styriaca
Brevantennia styriaca is een vlinder uit de familie zakjesdragers (Psychidae). De wetenschappelijke naam van deze soort is voor het eerst geldig gepubliceerd in 1957 door Meier.
De soort komt voor in Europa.